# Нижні води
Нижні води — води водоносних горизонтів, що залягають нижче продуктивних нафтогазоносних пластів. Нижні води гідравлічно ізольовані від нафтогазоносних пластів. При розробці нафтових і газових родовищ у випадку аномальних водопроявів потрібно ізолювати продуктивні горизонти від нижніх вод — найвірогідніших джерел обводнення.